# Pfarrkirchen bei Bad Hall
Pfarrkirchen bei Bad Hall là một đô thị thuộc huyện Steyr-Land thuộc bang Oberösterreich, Áo. Đô thị Pfarrkirchen bei Bad Hall có diện tích 11 km², dân số thời điểm năm 2006 là 2124 người.